# Adam Page
Stephen Blake Woltz (nascido em 27 de julho de 1991) é um lutador profissional americano que atualmente trabalha para a All Elite Wrestling sob o nome de ringue "Hangman" Adam Page. É o atual Campeão Mundial da AEW em seu segundo reinado. Também é conhecido por seu trabalho na Ring of Honor (ROH) e na New Japan Pro-Wrestling (NJPW), onde ele era conhecido como Hangman Page (ハングマン・ペイジ, Hanguman Pēji). Ele foi ROH World Six-Man Tag Team Champion.

## Carreira

### Circuito Independente (2008-2018)
Page fez sua estreia no wrestling profissional em 2008 sob o nome de Adam Page. Seu primeiro título profissional veio quando ele se juntou a Jason Blade para ganhar o CWF Mid-Atlantic Tag Team Championship em janeiro de 2011.  Depois de perder o título em agosto, Page ganharia o CWF Mid-Atlantic Heavyweight Championship no ano seguinte, antes de perder para Kamakzi Kid em maio de 2012. Ao longo dos anos seguintes, Page ganharia vários títulos para promoções regionais nos Estados Unidos.  Em setembro de 2018, Page derrotou Joey Janela em uma Chicago Street Fight no evento independente de luta livre All In.

### Ring of Honor (2011-2018)
Page fez sua estréia na Ring of Honor em 14 de janeiro de 2011, no ROH Champions vs. All Stars em uma luta preliminar. Em 2013, Page participou do Torneio Top Prospect, mas foi derrotado no dia 5 de janeiro por Silas Jovens. Page fez o seu estreia em pay-per-view no 11º Show de Aniversário da ROH, onde ele participou de uma luta de trios vencida pelo ACH. No Manhattan Mayhem, Page foi derrotado por Young em uma luta individual. No Death Before Dishonor XI, Page derrotou RD Evans. No  Glory by Honor XII, Page foi derrotado por Jimmy Jacobs. No Golden Dream, Page teve sua primeira luta por título, mas foi derrotado pelo Campeão Mundial Televisivo da ROH Matt Taven. No Final Battle 2013, Page foi derrotado por Matt Hardy.

### AEW (2019–presente)
Em janeiro de 2019, Adam Page assinou com a All Elite Wrestling (AEW). Page originalmente iria enfrentar Pac no Double or Nothing depois de um confronto entre os dois em uma coletiva de imprensa. Na mesma coletiva de imprensa, Page declarou que ele queria ser o primeiro Campeão Mundial da AEW. No entanto, no final de Maio, a luta foi cancelada devido a "diferenças criativas". Como resultado do cancelamento, uma semana antes do Double or Nothing eles se enfrentaram no Wrestle ProGate em Nottingham. Numa aparição surpresa, Page respondeu a um desafio aberto de Pac que terminou na desqualificação de Pac, dando a vitória a Page. Após o combate, Pac atacou Page no joelho e disse que seu objetivo ao longo de toda a luta era ferir Page e com isso feito, ele não tinha nenhuma razão para aparecer no Double or Nothing. Mais tarde,  em um episódio do Being The Elite, Page anunciou uma lesão no joelho e disse que não poderia lutar no Double or Nothing. No entanto, Page foi o participante surpresa no pré-show participando da Casino Battle Royale valendo uma luta pelo Campeonato Mundial da AEW. Page venceu eliminando por último MJF. No Fight for the Fallen no dia 13 de julho, Page derrotou Kip Sabian. Após a luta Page foi atacado por Chris Jericho, que seria seu adversário na luta pelo Campeonato Mundial da AEW No All Out, Page enfrentou Jericho pelo título, Jericho derrotou Page para se tornar o campeão inaugural.
No episódio inaugural do AEW Dinamite no dia 2 de outubro, Page foi derrotado por Pac. No 2º episódio, Page lutou com o "The Natural" Dustin Rhodes, num combate de duplas contra Chris Jericho e Sammy Guevara, tendo perdido o combate após interferência de Jake Hager com a distração do árbitro. No final do combate, Adam Page e Jake Hager entraram numa luta que continuou fora do ringue.

## Vida pessoal
Woltz se formou na Virginia Tech, onde se formou em comunicação em dois anos. Woltz foi professor em tempo integral no ensino médio, ensinando jornalismo e design gráfico, por cinco anos, enquanto também lutava. Isso foi até sua primeira turnê com o New Japan Pro-Wrestling em maio de 2016.

## No Wrestling
- Músicas de entrada
  - "Hangman" by Yonosuke Kitamura (NJPW; 2016-2018)
  - "ShotEm" by [Q]Brick (used as a part of Bullet Club)
  - "Ghost Town Triumph" por Vincent Pedulla
- Alcunhas
  - "Hangman"
  - "The Hungman"
  - "The Iron Horse"
  - "The Problem Solver of the Bullet Club"
- Finishers
  - The Buckshot Lariat fka:The Adam's Apple (Slingshot flipping lariat) (2016; used as a signature thereafter)
  - Turn The Page (Arm trap reverse STO), former
  - DeadEye/Rite of Passage (Kneeling back-to-belly piledriver)
- Signature Moves
  - Arm trap neckbreaker
  - Avalanche swinging neckbreaker
  - Big boot
  - Bridging deadlift pumphandle half nelson suplex
  - Cracker Barrel (Cradle tombstone piledriver)
  - Corner dropkick
  - Discus forearm smash
  - Dropsault (Dropkick to an opponent while performing a moonsault onto another)
  - Float over powerbomb
  - German suplex
  - Moonsault, sometimes to the outside
  - Running/Standing shooting star press, sometimes from the apron
  - Superkick
  - Swinging neckbreaker from the second rope

## Campeonatos e realizações
- All Elite Wrestling

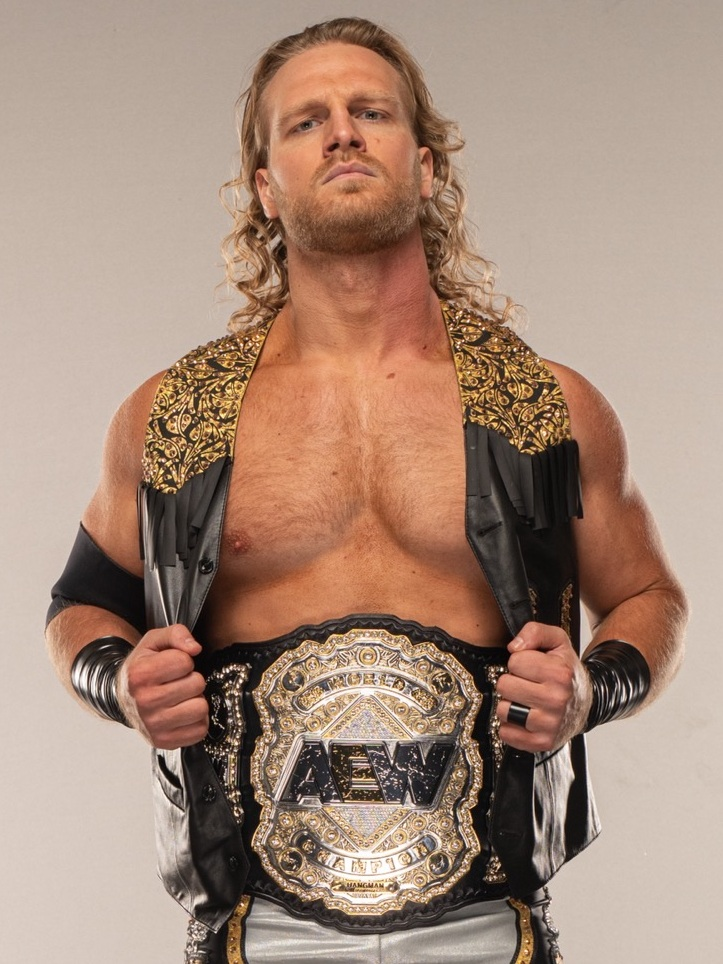
Page é duas vezes campeão mundial da AEW.

  - AEW World Championship (2 vezes, atual)
  - AEW World Tag Team Championship (1 vez) – com Kenny Omega
  - Men's Casino Battle Royale (2019)
- Allied Independent Wrestling Federations
  - AIWF North American Tag Team Championship (1 vez) – com Jason Blade
- Carolina Wrestling Federation Mid-Atlantic
  - CWF Mid-Atlantic Heavyweight Championship  (1 vez)[33]
  - CWF Mid-Atlantic Tag Team Championship (1 vez) – com Jason Blade[34]
- Premiere Wrestling Xperience
  - PWX Tag Team Championship (2 vezes) – com Corey Hollis[35]
- Pro Wrestling Illustrated
  - Classificado em  44º dos 500 melhores lutadores individuais da PWI 500 em 2019[36]
- Ring of Honor
  - ROH World Six-Man Tag Team Championship (1 vez) – com Matt Jackson e Nick Jackson[37]
  - Breakout Star of the Year (2017)[38]
- WrestleForce
  - WrestleForce Tag Team Championship (1 vez) – com Corey Hollis[39]
- Wrestling Observer Newsletter
  - Maior evolução (2018)[40]